# Halal Love
Pour plus de détails, voir Fiche technique et Distribution.
Halal Love est une comédie romantique libanaise écrite et réalisée par Assad Fouladkar et sortie en 2015 sous le titre L'amour halal.

## Synopsis
Le film mêle les histoires imbriquées de plusieurs couples qui cherchent à vivre leur amour tout en respectant les lois de l'Islam et en évitant les cancans des voisins et amis. Ainsi, à Beyrouth, Awatef aimerait trouver une deuxième femme à son mari, un peu trop entreprenant à son goût. Mais partager l'homme que l'on aime n'est pas si facile. Habitant sur le même palier, Mokhtar et Batoul sont deux jeunes mariés impulsifs qui n'hésitent pas à se disputer en public. Mais après avoir répudié sa femme, il n'est pas toujours facile de la retrouver. Loubna, divorcée, apprécie sa vie sans contraintes, mais elle est tiraillée entre être la deuxième épouse de son amour de jeunesse, avec les contraintes que cela implique, et partir refaire sa vie en Australie.

## Fiche technique
- Titre original : Halal Love
- Réalisation : Assad Fouladkar
- Scénario : Assad Fouladkar
- Photographie : Lutz Reitemeier
- Montage : Nadia Ben Rachid
- Son : Marc Meusinger
- Musique : Amine Bouhafa
- Production : Roman Paul, Gerhard Meixner, Sadek Sabbah
- Sociétés de production : Razor Film Produktion, Sabbah Media Corporation
- Pays d'origine : Liban, Allemagne, Émirats arabes unis
- Langue originale : arabe
- Format : couleur
- Genre : comédie romantique, drame
- Durée : 94 minutes
- Dates de sortie :
  - Émirats arabes unis : 13 décembre 2015 (Festival international du film de Dubaï)
  - États-Unis : 23 janvier 2016 (Festival du film de Sundance)

## Distribution
- Berlin Badr : Hiba
- Christy Bared : Nasma
- Fadia Abi Chahine : Bardot
- Darine Hamze : Loubna
- Zeinab Hind Khadra : Batoul
- Hussein Mokadem : Mokhtar
- Mirna Moukarzel : Awatef
- Ali Sammoury : Salim
- Rodrigue Sleiman : Abou Ahmad